# SN 2011dh
SN 2011dh var en supernova i galaxen Messier 51 i stjärnbilden Jakthundarna. Den upptäcktes den i maj-juni 2011 av Tom Reiland, Thomas Griga, Amédée Riou och Stephane Lamotte Bailey. Som ljusstarkast var den av magnitud 12,1. 

## Egenskaper
Emissionspektra från WM Keck-observatoriet, erhållet av Palomar Transient Factory, anger att detta är en supernova av typ II med ett relativt blått kontinuum med P Cygni-profiler i Balmer-serien. Detta är en unik händelse, eftersom den förekommer i en galax som avbildas nästan konstant. Den förväntades vara observerbar för observatörer på norra halvklotet i flera månader.
Den är den tredje supernovan som observerats i galaxen M51 på 17 år (efter SN 1994I och SN 2005cs), vilket är mycket för en enda galax.Den galaktiska supernovafrekvensen beräknas vara cirka en händelse vart 40:e år.

## Synlighet
När det gäller visuella observationer med ett stort amatörteleskop kanske detta objekt inte hoppar ut mot tittaren. Från den 25 juni 2011 höll den sig rimligt stabilt med magnitud 12,7. Vid den tiden var supernovan ca 300 gånger svagare än den gränsen för observation med blotta ögat (magnitud ca 6,5). Supernova är ett enkelt mål för ett amatörsteleskop utrustat med en modern CCD-kamera under en mörk himmel.